# Чеснокова (деревня)
Чеснокова — деревня в Шумихинском районе Курганской области. Входит в состав Кушмянского сельсовета.

## История
До 1917 года входила в состав Иванковской волости Челябинского уезда Оренбургской губернии. По данным на 1926 год состояла из 71 хозяйства. В административном отношении входила в состав Бутырского сельсовета Мишкинского района Челябинского округа Уральской области.

## Население
| 1989 | 2002 | 2010 |
| ---- | ---- | ---- |
| 167  | ↘166 | ↘125 |

По данным переписи 1926 года в деревне проживало 350 человек (160 мужчин и 190 женщин), в том числе: русские составляли 100 % населения.